# Rúben Semedo
Rúben Afonso Borges Semedo, més conegut com a Rúben Semedo (Amadora, 4 d'abril de 1994) és un futbolista portuguès que juga a l'Olympiakos FC.

## Vida personal
El gener de 2018 es va fer públic que havia participat en una trifulca en un bar a València el novembre anterior, episodi en el qual suposadament havia brandat una pistola i proferit amenaces, mentre estava de baixa per lesió. El febrer de 2018 fou detingut, acusat d'haver retingut una persona al seu domicili, i amenaçar-la amb una pistola. Anteriorment també havia estat denunciat per haver amenaçat amb una pistola un empleat d'una discoteca, i per una agressió amb una ampolla en el pàrquing d'una discoteca. El 22 de febrer va entrar en presó preventiva després d'haver declarat al Jutjat número 6 de Llíria; se li imputaven fins a sis delictes: homicidi en grau de temptativa, lesions, amenaces, detenció il·legal, tinença il·lícita d'armes i robatori amb violència.
El 19 de juliol de 2018, Semedo fou cedit a la SD Huesca, acabat d'ascendir a la primera divisió, per una temporada. La decisió de contractar-lo va portar certes crítiques a la SD Huesca, però el directiu Emilio Vega va assegurar que el jugador estava en bona forma després d'haver disputat partits mentre era a la presó.